# Nađa Volčko
Nađa Volčko (Berkasovo, opština Šid 1934 – Beograd, 1983), likovna umetnica, specijalizovana za tapiseriju, članica Udruženja likovnih umetnika Srbije (ULUS), njeno stvaralaštvo je uvršteno u Svetsku enciklopediju tapiserije.

## Školovanje i zaposlenje
Nađa Volčkov je rođena u Berkasovu, osnovnu školu je završila u rodnom mesti  Šidu. Gimanziju je pohađala u Sremskoj Mitrovici, a studije nastavlja u Beogradu, na Akademiji primenjene umetnosti.
Specijalizirala je tapiseriju, i ta studijska putovanja je provela u Parizu, Lozani, Cirihu, Ženevi, Zagrebu i Novom Sadu.
Bila je zaposlena kao dizajnerka tekstila u više industrijskih kombinata (Gnjilane, Derventa, Šid, Grdelica). Radila je i kao profesorica likovne nastave u šidskoj Gimnaziji.

## Stvaralaštvo
Rad Nađe Volčko je deo jugoslovenske afirmacije tkanja i tapiserije kao likovne tehnike, stvaralaca okupljenih oko petrovaradinske grupe Atelje 61, šezedesetih i sedamdesetih godina XX veka. Iako je ova  grupa umetnika zamišljena kao „moderan servis za savremene umetnike (…) bogata tradicija folklora nije izgubljena ili u potpunosti zaobiđena“.
Tapiserije Nađe Volčko su potpuno pikturalno zasnovane, ono moderno je to da „umetnica ne razmišlja na način slike u vuni nego postupa upravo obrnuto: ona vunom tvori sliku“.[2] Nađa Volčko,kao i umetnice Nadežda Novičić i Nada Poznanović Adžić donose novi koncepcijski stav u tapiseriju Vojvodine, novinu koja odgovara tendencijama tog vremena, a to je odvajanje „tapiserije od zida, uključivanje prostora kao bitnog elementa tapiserije“.
Nađa Volčko je izlagala, što samostalno, što grupno, u Beogradu, Sarajevu, Osjeku, Cirihu, Ženevi, Parizu, Zekingenu, Minhenu, Lozani, Ruskom Krsturu.
Uvrštena je u Digitalnu zbirku i katalog Hrvatske akademije znanosti i umjetnosti, kao i u Svetsku enciklopediju tapiserije.

## Literatura
Likovno stvaralaštvo Rusina, grupa autora, Društvo za rusinski jezik, literaturu i kulturu, Novi Sad, 2003.